# Giuseppe Cozzolino
Giuseppe Cozzolino (ur. 12 lipca 1985 w San Gennaro Vesuviano) – włoski piłkarz grający na pozycji napastnika. Od 2008 roku zawodnik Potenzy Calcio.

## Kariera klubowa
Cozzolino karierę rozpoczął w klubie Giulianova Calcio. W ciągu 2 lat rozegrał tam 40 spotkań i strzelił 7 bramek. W styczniu 2005 r. podpisał kontrakt z klubem Serie A – Lecce. W najwyższej klasie rozgrywkowej we Włoszech zadebiutował 27 sierpnia w meczu z Livorno (1:2). Pierwszą bramkę zdobył natomiast 5 listopada w meczu ze Sieną (3:0). W czerwcu 2006 r. spadł z Lecce do Serie B.
Kolejnym klubem w karierze Cozzolino było Chievo Verona. W Serie A pierwszy mecz w barwach nowego zespołu zagrał 11 lutego 2007 r. z Interem Mediolan (0:2). Dla Chievo rozegrał łącznie 5 spotkań.
Z drużyny z Werony został wypożyczony do US Cremonese. W barwach tego zespołu zagrał 14 spotkań.

## Kariera reprezentacyjna
Napastnik był uczestnikiem Mistrzostw Świata U-20, które w 2005 roku odbyły się w Holandii. Zagrał tam w 7 meczach swojej reprezentacji i strzelił 1 bramkę.